# ライアン・ローレンス
ライアン・ローレンス（Ryan Louwrens、1991年3月12日 - ）は、スーパーラグビー・パシフィック、レベルズに所属するラグビー選手。

## プロフィール
- 南アフリカ共和国・ヨハネスブルグ出身[1]。
- ポジションはスクラムハーフ(SH)。
- 身長 179cm、体重 93kg。

## 来歴
フォース、パース・スピリットを経て、2018年、近鉄ライナーズ(現・花園近鉄ライナーズ)に加入。同年8月26日に行われたトップチャレンジリーグ第1節のマツダブルーズーマーズ戦に先発出場で日本での公式戦初出場を果たした。
2020年7月、レベルズに加入。
2021年、近鉄ライナーズ退団後、オースティン・ギルグロニスを経て、2023年、レベルズに復帰。